# Ursus (rod)
Ursus je rod medvědovitých šelem. Obsahuje čtyři žijící druhy a několik vyhynulých druhů. V dřívějších dobách se za medvědy rodu Ursus považovali pouze dva – medvěd hnědý (Ursus arctos) a medvěd baribal (Ursus americanus).

## Recentní zástupci
- medvěd baribal (Ursus americanus): Severní Amerika; málo dotčený (LC)
- medvěd hnědý (Ursus arctos): Severní Amerika, Evropa, Asie; málo dotčený (LC)
- medvěd lední (Ursus maritimus): Arktida; zranitelný (VU)
- medvěd ušatý (Ursus thibetanus): jižní a východní Asie; zranitelný (VU)

## Vyhynulí zástupci
- † Ursus deningeri Richenau, 1904
- † Ursus dolinensis Garcia & Arsuaga, 2001
- † Ursus etruscus Cuvier, 1823
- † Ursus ingressus Rabeder, Hofreiter, Nagel & Withalm 2004
- † Ursus kudarensis Baryshnikov, 1985
- † Ursus minimus Devèze & Bouillet, 1827
- † Ursus pyrenaicus Depéret, 1892
- † Ursus rossicus Borissiak, 1930
- † Ursus savini Andrews, 1922
- † Ursus sackdillingensis Heller, 1955
- † Ursus spelaeus (medvěd jeskynní) Rosenmüller, 1794
- † Ursus vitabilis Gidley, 1913